# Nikita Denise
Nikita Denise, född 25 juli 1976 i Tjeckoslovakien, är en tjeckisk skådespelare i pornografisk film, som medverkat i över 200 filmer sedan debuten 1999. Hon har bland annat gjort scener med Catalina, Briana Banks, Jewel De'Nyle, Stephanie Swift, Brad Armstrong och Alex Sanders.
Hon vann en AVN Award för bästa kvinnliga skådespelerska 2002.